# Hommage

Hommage till Lillian Schwartz, konstnär okänd 2009.

En hommage (från franska homme och latin homo, "människa") är en hyllning, en akt av vördnad eller respekt. Termen används ofta inom konsten för att beteckna ett verk som utgör en hyllning till en annan konstnär eller person.
Exempel på hommage inom konsten:
- Henri Fantin-Latours målning Hommage à Delacroix (1864)
- Carl Milles skulptur Genius, en hommage till Strindberg (1940)
- Sofija Gubajdulinas körverk Hommage à Marina Tsvetajeva (1984)
- Carla Bleys jazzlåt Ida Lupino (1977)
- Merit Hemmingsons album Hommage till Jan (2014)